# Arthur von der Groeben (général)
Ne doit pas être confondu avec Arthur von der Groeben (homme politique).
Hans Otto Arthur von der Groeben (né le 10 novembre 1850 à Breslau et mort le 14 décembre 1930) est un général d'infanterie prussien.

## Biographie

### Origine
Arthur est le fils de Waterloo von der Groeben (1816-1884) et de sa première épouse Hulda, née baronne von Zedlitz und Neukirch (de) (1828-1851). Son père est un major prussien, commandant de la maison des Invalides de Stolp et chevalier légal de l'Ordre de Saint-Jean.

### Carrière militaire
Groeben intègre le 25 mars 1869 le 47e régiment d'infanterie de l' armée prussienne, est promu sous-lieutenant lors de sa participation à la guerre contre la France à la mi-septembre 1870 et reçoit la croix de fer de 2e classe. Pour poursuivre sa formation, il termine l'Académie de guerre en 1875/78, est ensuite promu premier lieutenant et affecté à l'état-major en 1882/84. À la mi-avril 1884, il est muté au 26e régiment d'infanterie. Un an plus tard, Groeben est promu capitaine et commandant de compagnie. Le 13 décembre 1887, il est transféré au budget subsidiaire du Grand État-Major sous un poste à la suite dans son régiment et brièvement à l'état-major de la 4e division d'infanterie à la mi-janvier 1890. S'ensuit un transfert fin mars à l'état-major de 35e division d'infanterie et est promu major en mai 1890. De septembre 1891 à juin 1896, Groeben travaille de nouveau à l'état-major. Il est alors dans un premier temps chargé de s'occuper des affaires en tant que chef d'état-major du 4e corps d'armée et nommé chef d'état-major à la mi-juillet 1896, et promu au rang de lieutenant-colonel. Après sa promotion au grade de colonel, il retourne au service militaire et agit comme commandant du 1er régiment de grenadiers du 16 août 1899 au 19 novembre 1900. Groeben est ensuite affecté au Grand État-Major et est nommé chef du département des chemins de fer au Grand État-Major le 29 décembre 1900. À ce titre, il reçoit le grade et les honoraires de commandant de brigade à la mi-novembre 1901 et est promu major général à la mi-juin 1902. Du 18 avril 1903 au 19 mars 1906, Groeben commande la 33e brigade d'infanterie à Altona, puis en tant que lieutenant-général, il commande la 12e division d'infanterie à Neisse. En accord avec sa demande de démission, il est mis en disposition le 3 mars 1910 et doté du caractère de général d'infanterie avec la pension légale.
En reconnaissance de ses nombreuses années de service, Groeben reçoit l'autorisation de porter l'uniforme du 1er régiment de grenadiers le 27 janvier 1914
Pendant la Première Guerre mondiale, Groeben est réaffecté comme officier et sert comme inspecteur d'étape de la 7e armée. À ce poste, il reçoit l'Ordre de la Couronne de 1re classe en juillet 1915

### Famille
Groeben se marie avec Margarete Weickmann (née en 1856) à Hambourg le 16 octobre 1879. De leur mariage naît leur fils Kurt (né en 1880).